# Jiafa
Jiafa är en köping i östra Kina. Den ligger i Nanling härad i staden Wuhu i provinsen Anhui, omkring 130 kilometer sydost om provinshuvudstaden Hefei. Antalet invånare är 22 264. Befolkningen består av 11 187 kvinnor och 11 077 män. Barn under 15 år utgör 16,0 %, vuxna 15-64 år 70 %, och äldre över 65 år 13,0 %.